# Ultimate Comics: X
«Ultimate Comics: X» — комикс-сиквел «Ultimate X-Men», который выходил 2 раза в месяц. Серия придумана Джефом Лоебом и нарисована Артом Адамсом.
 Является приквелом к событиям комикса «Ultimate Comics: X-Men».

## История создания
Серия начинает рассказывать историю после событий Ультиматума, в сюжете которого погибло много героев и злодеев Земли. Изначально комикс планировался выпускаться 2 раза в месяц, чередую таким образом с другим комиксом Лоеба, Современный Комикс: Новые Алтимейсы, но из-за этого Комикс Икс страдал от долгих и неоднократных задержек, в результате чего легли тяжёлые сомнения в отношении будущего комикса.

## Сюжет
Джимми Хадсон рос в приемной семье и не догадывался о своих силах. Примерно в возрасте 8 лет в школьной драке его способности дают о себе знать .После он знакомится с двумя школьниками которые тоже оказываются мутантами. Nur-x имел острый нюх, позволяющий ему чувствовать запахи в радиусе 20 км, а также острое мышление, что позволяло ему предугадывать каждый шаг противника; Syrgak был телепатом, что позволяло ему проникать в подсознание и добывать нужную информацию. Трое мутантов быстро находят общий язык. На выпускном балу один из мутантов попадает под влияние Destok (Крыса). Destok быстро переманивает на свою сторону двоих из трех мутантов. После Джимми остается один. Спустя 5 лет Джимми решает вытащить своих друзей из под власти Destok, владевшего их подсознанием с помощью технологии Тони Старка. В решающей битве Джимми всё же удается обезвредить нано-чипы, встроенные в тело его друзей. Но при изъятии чипов его голову задевает адамантиевая пуля, которую пустил Destok. Так, ценной своего рассудка, Джимми спасает друзей, а сам становится психически неуравновешенным. Это приводит к рождению самого опасного убийцы во вселенной Marvel.

## Персонажи
- Джимми Хадсон: кровный сын Росомахи и приёмный сын семьи Хадсонов. Как и у отца, у него имеются такие способности, как исцеляющий фактор и когти, которые он способен покрывать органической сталью, подобно той, которой покрывается Колосс.
- Карен Грант / Джин Грей: бывший член Людей-Икс. После событий Ультиматума Джин Грей сменила имя на Карен Грант. Позже на неё и её бойфренда напал Саблезубый. Он убил парня, но позже скрылся вместе с мутанткой Мистик. На следующую ночь она встретила Джимми Хадсона и решила собрать свою команду мутантов.
- Дерек Морган: молодой мутант из Чикаго. Он способен летать на крыльях, которые у него растут. Когда они у него вырастают, его глаза становятся красными, ногти превращаются в когти, а зубы — в клыки. Раньше жил у брата (тот работал в полиции), но когда тот понял, что Дерек — мутант, он решил его убить. Дерек упал в реку, но его спасли Карен Грант и Джимми Хадсон. После этого Дерек присоединился к ним.
- Лиз Аллан: бывшая одноклассница Человека-паука, которая после событий Ультиматума уехала в Южную Калифорнию. Позже она стала свидетельницей убийства своего учителя своим же одноклассником, и впала в состояние мутанта. С помощью огня она убила одноклассника и взорвала школу. После этого она присоединилась к главным героям.
- Виктор Крид / Саблезубый: враг Росомахи, поэтому всей душой ненавидит Джимми Хадсона. Из-за этого он напал на него и избил до полусмерти.
- Брюс Баннер / Халк: впервые появляется в 5 выпуске. После Ультиматума облысел и стал работать в ресторане. Позже Карен Грант смогла контролировать Брюса в состоянии Халка, и тот присоединился к главным героям.